# Night Walker -真夜中の探偵-
『Night Walker -真夜中の探偵-』（ナイトウォーカー まよなかのたんてい）は、日本のアダルトゲーム、およびこれを原案として制作された、テレビアニメをはじめとするメディアミックス作品。

## テレビアニメ版
1998年7月8日から9月23日までテレビ東京で放送。全12話。血を武器として扱う吸血鬼が活躍する内容でありながら残酷描写は自粛されており、流血場面では画面がモノクロになる。
元々はOVAとして全4話制作予定であり、1996年秋のリリースが予定されていたが、その後媒体がテレビアニメへと変更になり全12話となった。それにより、急遽第5話から第12話を制作することになったものの、スタッフのスケジュール調整が難しく、第4話以前と第5話以降では主要スタッフが一部異なり、特にキャラクターデザインは磯野智から下笠美穂に変更され、メインキャラクターのデザインも磯野のデザインを元に新しいデザインに描き直されている。なお放送開始直前のアニメージュの番組スタッフからのコメント欄には、あまりにも急な予定変更によるスタッフの泣き言が掲載された程であった。
アダルトゲームを原作とするオリジナルテレビアニメは本作が史上初である。
放送終了後の1998年11月25日よりVHS、LDソフトのリリースが開始され、それぞれ全六巻がバンダイビジュアルより発売された。また、2001年2月23日には、パイオニアLDCからDVD-BOXが発売された。なお、ソフト化にあたり、本放送時にあった残酷シーンでのモノクロ処理は無くなっている。 

### あらすじ
多発する怪奇現象や超常現象、それらはナイトブリード（ブリード）と呼ばれる闇の種族の仕業であった。表向きは探偵事務所を営む紫藤龍彦は、裏ではブリードを狩ることを生業とするヴァンパイア（吸血鬼）である。紫藤はブリードに対抗する組織NOSの松永弥生、紫藤に憧れる女子高生の山崎理保、使い魔のグニと共に、大都会を舞台に数々の事件を解決していく。

### 主な登場人物
紫藤 龍彦（しどう たつひこ）
声 - 山崎たくみ
主人公。表向きは横浜にて「紫藤探偵事務所」を営む私立探偵。裏では自分の血を使った特殊能力を駆使し、ブリードを狩るヴァンパイア（吸血鬼）。吸血鬼になってから数百年を生きているが、自身の過去についての記憶があやふやで、出身も本名も生年も不明。日中も活動できるが、強い陽光は苦手。女好きだが、特定の恋人はいない様子。
松永 弥生（まつなが やよい）
声 - 篠原恵美、中村ひろみ（子供時代）
ブリードに対抗する組織NOSの一員。血を吸われてもヴァンパイアにならない特殊体質のため、血を見返りに紫藤に協力を要請する。
山崎 理保（やまざき りほ）
声 - 坂本真綾
紫藤に憧れ、事務所に押しかけて雑用をこなす女子高生。家族とはブリードがらみの事件で死別。紫藤とカインの戦いに巻き込まれて負傷した際、助かるために紫藤に自分をヴァンパイアにしてくれるよう望む。
グニ
声 - 大谷育江
紫藤の使い魔。ブリードでありながら悪しき心を持たない。コウモリのような羽を生やし、青緑色の肌をした小さな女性の姿をしているが、一人称は「俺」で男性的口調で喋っている。
カイン
声 - 田中秀幸
ヨーロッパに滞在していた紫藤をヴァンパイアにした張本人。紫藤の前に度々姿を現し、「黄金の夜明けはもうすぐだ」との謎の言葉を残していく。

### スタッフ
- 原作 - 樹彩那、AIC
- キャラクター原案 - 牧野竜一
- 監督 - 香川豊（第1話 - 第4話）、沙々野紀世利（第5話以降）
- シリーズ構成 - 山口亮太
- キャラクターデザイン - 磯野智、下笠美穂（第5話以降）
- 美術監督 - 池田繁美、長尾仁
- 色彩設計 - 久保田明美（第1話 - 第4話）、千葉賢二
- 撮影監督 - 斎藤秋男
- 編集 - 森田清次
- 音響監督 - 中野徹
- 音楽 - 多田彰文
- プロデューサー - 渡辺欽哉、井上博明
- アニメーションプロデューサー - 佐藤郁夫
- 制作協力 - スタジオガゼル
- 制作 - AIC
- 製作 - ビースタック、バンダイビジュアル、三菱商事、メモリーテック

### 主題歌
オープニングテーマ「月世界」
作詞 - 櫻井敦司 / 作曲 - 今井寿 / 編曲 - BUCK-TICK / 歌 - BUCK-TICK
タイアップ曲ではなく、既存の曲を使用している。
エンディングテーマ「未来航路」
作詞 - TAKA / 作曲 - KOJI / 編曲 - La'cryma Christi、岡野ハジメ / 歌 - La'cryma Christi

### 各話リスト
| 話数       | サブタイトル | 脚本     | 絵コンテ     | 演出         | 作画監督        | 放送日        |
| ---------- | ------------ | -------- | ------------ | ------------ | --------------- | ------------- |
| 1st night  | 闇を来る者   | 山口亮太 | 香川豊       | 石踊宏       | 磯野智          | 1998年7月8日  |
| 2nd night  | 女優の条件   | 山口亮太 | 池田成       | 石踊宏       | 磯野智          | 1998年7月15日 |
| 3rd night  | 逃げる男     | 山口亮太 | 杉島邦久     | 石踊宏       | 磯野智          | 1998年7月22日 |
| 4th night  | 黄金の夜明け | 山口亮太 | 杉島邦久     | 石踊宏       | 磯野智          | 1998年7月29日 |
| 5th night  | 死者の薬     | 山口亮太 | 沙々野紀世利 | 山田徹       | 高橋和徳        | 1998年8月5日  |
| 6th night  | 井戸の底     | 山口亮太 | 滝上貴裕     | 滝上貴裕     | 藤田正幸        | 1998年8月12日 |
| 7th night  | 母と息子     | 吉村元希 | 近藤信宏     | 小林孝志     | 本橋秀之        | 1998年8月19日 |
| 8th night  | 夜歩く者     | 五武冬史 | 山田徹       | 山田徹       | 竹内進二        | 1998年8月26日 |
| 9th night  | 他人の顔     | 山口亮太 | 河本昇悟     | 松ただお     | 高橋和徳        | 1998年9月2日  |
| 10th night | 天使の涙     | 吉村元希 | 近藤信宏     | 野中卓也     | 本橋秀之        | 1998年9月9日  |
| 11th night | 森の魔女     | 五武冬史 | 滝上貴裕     | しのだよしの | 藤田正幸        | 1998年9月16日 |
| 12th night | 永遠の闇     | 山口亮太 | 沙々野紀世利 | 沙々野紀世利 | 佐藤忠 下笠美穂 | 1998年9月23日 |

## アダルトゲーム版

### 概要
1993年12月22日にトムボーイよりPC-9800シリーズ用（FD5枚組）として発売後、2001年にARIEROOFによりWindows 95以降向けに移植された。ジャンルとしては推理もののアドベンチャーゲームにあたる。
原画は牧野竜一が担当。
ハーフヴァンパイアであり、魔族が関わる怪奇事件を専門的に請け負う「紫藤探偵事務所」の所長・紫藤龍彦と、魔族「ナイトブリード」との対決を軸に、猟奇殺人事件の真相に迫る物語が描かれる。ベースとなる世界設定やキャラクターの多くは、前述のテレビアニメ版など後に展開されたメディアミックス作品にも受け継がれて行くが、それぞれの媒体によって設定やキャラクターの意匠が異なり、基本的に同一世界の話ではない。
1993年にトムボーイより発売されたアダルトゲーム『美少女オーディション アイドルを探せ』のスピンオフ企画がベースとなっており、同作の登場キャラクター「鮎川理保子」をヒロインとしたオリジナルゲームとして開発が進められた。しかし、設定を練り込む中でヒロインの名称が「山崎理保」に、デザインも現在のものに変更され、ストーリーや設定も前作と切り離された。
『ナイト・ウォーカー』という作品世界自体の構想は、さらに遡り1992年に展開されたイラストが元になっている。

### 主要登場人物

#### 他メディア作品との設定の違い
紫藤 龍彦
主人公。日本人の母親と伝説のヴァンパイア・ノスフェラトゥとの間に生まれたハーフヴァンパイアであり、元々人間ではない。また、血液から武器を生成せず、両手の親指以外の爪を伸ばし武器として戦う。アダルトゲームという媒体の特性上、他メディア作品と比較して性格が軽く、女好きでスケベという点が強調されている。
グニ
体色が人間の肌色に近い褐色である。基本的に紫藤の左耳に擬態しており、必要な時以外には姿を現さない。また、変身能力、攻撃能力を持ち合わせている。
山崎 理保
ルームメイトをブリードに惨殺されたことにより、事件と紫藤に関わっていく。一般的な高校生として生活しており、新体操部に所蔵している。
松永 弥生
かつて紫藤にナンパされた際にヴァンパイアになっており、ゲーム開始時点で既に人間ではない。

#### ゲーム版のみの主要登場人物
クレア
人間に擬態して実社会に紛れている闇の一族の女。自らの目的達成のためにさまざまな事件を引き起こし、紫藤と対立する。

### ナイト・ウォーカー2
本作がメディアミックス展開の一環でWindows版リメイクを発表した際、続編『ナイト・ウォーカー2』の製作も発表された。キャラクターデザインを手がけた牧野竜一の原画集『妖精の国』ではキャラクターの設定資料も公開され、新規登場人物の設定画や、既存登場人物の大まかな現状なども明かされた。リリース時期についても1996年内と発表されたが、発売には至らなかった。

## その他のメディアの作品

### ラジオドラマ版
1995年に『ナイト・ウォーカー 真夜中の探偵』のタイトルで、KBS京都にて放送された。1996年にはドラマCDとしての発売が決定されたものの、結局メジャーレーベルからリリースされる事は無く、後に同人サークルによりごく少数が頒布された。原作：樹彩那、構成・監修：黒田洋介。

### コミック版
漫画作品が『月刊電撃コミックガオ!』1998年9月号増刊、1998年12月号、1999年2月号増刊にて掲載された。ラジオドラマ版がベースとなっており、紫藤の容姿や性格、設定など、先行のPCゲーム版、アニメ版と異なる点が多い。原作：樹彩那、作画：ユナイト双児。未単行本化。